# St Ervan
St Ervan – civil parish w Anglii, w Kornwalii. Leży 58 km na północny wschód od miasta Penzance i 358 km na zachód od Londynu.